# لهجات سوريا

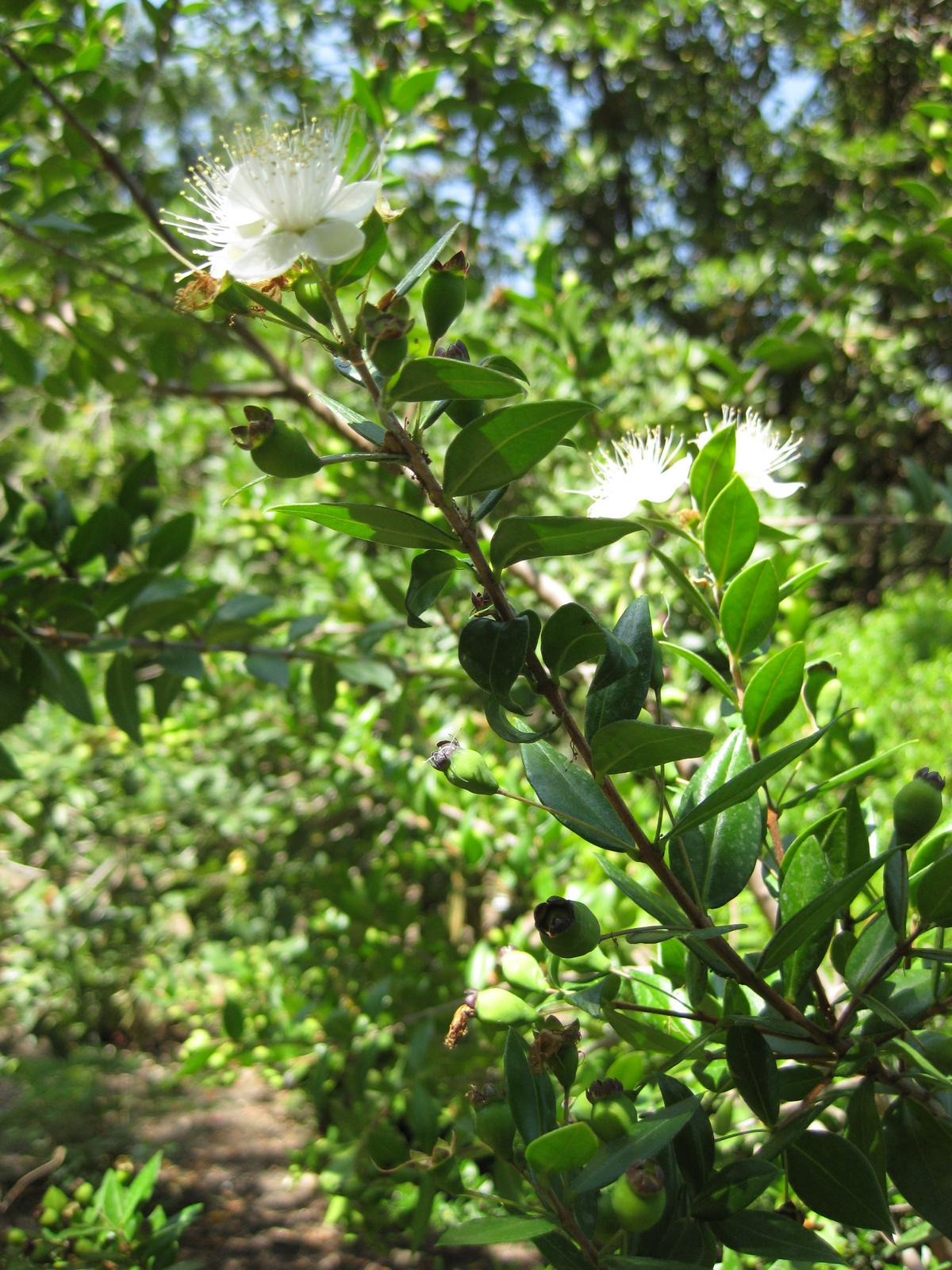
يشير تعبير تشكل آسي، في معظم اللهجات السورية، شدة حب المتكلم للمخاطب والشرح الدقيق لكلمة آسي أي ورد الآس وهي الورود التي توضع على القبر، وتشكل آسي يعني تضع الورد على قبري ويدل على الرغبة في الموت قبل الحبيب.

لهجات سوريا، هي اللهجات العربية المستعملة في التخاطب اليومي بين معظم السوريين؛ يمكن تصنيفها في عائلتين، العائلة الأولى أقرب إلى اللهجة العراقية، والعائلة الثانية أقرب إلى اللهجة الشامية، مع إمكانية تصنيفها في سلسلة عائلات فرعية حسب المناطق الجغرافية. اللهجة السورية بشكل عام هي أحد ثمار استعراب سوريا، وبشكل أساسي نتيجة تزواج من اللغة الآرامية - السريانية - لغة سوريا قبل الاستعراب منذ القرن الحادي عشر قبل الميلاد؛ وحسب بعض الباحثين فإن نصف مفرداتها على الأقل سريانية الأصل؛ إلى جانب اقتباسها بعض القواعد اللفظية منها مثل تسكين أوائل الحروف في أغلب الكلمات خلافًا للعربية الفصحى التي تقضي بتحريك الحرف الأول، ومع كونها لهجة غير ذات قواعد نحوية أو صرفية مضبوطة من جهة واحدة، يمكن تمييز عدد من القواعد فيها مثل استعمال الباء في بداية الفعل المضارع المفرد مثل بكتب، بدرس، بنام، والميم في بداية المضارع في حالة الجمع مثل منكتب، مندرس، منّام؛ ووجود صيغ أفعال غير موجودة في العربية مثل فعل المضارع المستمر بإضافة السابقة عم مثل عمبكتب، عمبدرس.
نتيجة علاقتها مع اللغة السريانية إن من ناحية المفرادت وإن من ناحية اللحن، وتقاربها مع اللهجات المجاورة في سائر أنحاء الشام، يمكن تصنيف اللهجة السورية ضمن اللهجة الشرقية - التي تعرف أيضًا بالشامية - والتي تشترك جميعها بهذه الصفة؛ أيضًا فإن التشابه بين اللهجة السورية واللهجات المنتشرة في بعض مناطق لبنان والأردن وفلسطين - وتحديدًا نابلس التي تدعى دمشق الصغرى - قد دفع لاعتبار وجود وحدة عضوية بين هذه اللهجات «ويمكننا القول بأن سوريا، ولبنان، وفلسطين، والأردن، يشكلون وحدة عضوية ثقافية واجتماعية، ما سهّل التواصل اللغوي بين سكانها». أيضًا فمن الممكن تصنيف اللهجة السورية نفسها بسلسلة تصانيف فرعية حسب المناطق الجغرافية، إلى عدة عائلات فرعية، تتمايز عن بضعها لبعض بطريقة مط الألف، مع الاتفاق على مطّها مثل لكان، أو إبدالها مثل عشي بدلاً من عشاء. الأوفر تمايزًا في هذا السياق، اللهجة الحلبية، إن من ناحية اللفظ المفخّم، أو من من ناحية المفردات. وبشكل أساسي فاللهجة العربية النجدية [وفقًا لِمَن؟] دير الزور، ولهجة رقاوية في الرقة، والمردلية في الحسكة. اللهجة السورية تأثرت أيضًا وبشكل ثانوي، بمجموعة مفردات من أصول تركية أو فرنسية، بشكل ملحوظ أسماء بعض المأكولات، والمهن، والأدوات، وقد قال عيسى معلوف أن نحو 600 لفظة تركية موجودة في اللهجة السورية. إلى جانب استعمالها في التخاطب اليومي، تعتبر اللهجة السورية مستعملة في بعض نواحي الفن والإعلام - أغاني، أفلام، مسلسلات، شعر - مع كونها غير مدرسة، وغير ذات وضع رسمي. قبل مرحلة النهضة العربية كانت الوثائق الرسمية تحرر باللهجة المحلية، أما حاليًا ففي المجالات الرسمية والتعليم تستخدم الفصحى الحديثة.

## البنية

### التمايز
على الرغم من انقسام كل من هذه الأقسام الرئيسية إلى عدة أقسام لكن يمكن التميز بينها.على سبيل المثال يمكن لشخص من دمشق يتكلم اللهجة الوسطى التعرف على آخر يتكلم بـ اللهجة الساحلية لكن لا يستطيع تحديد إذا كان من اللاذقية أم طرطوس. أما الفرق الأساسي ما بين هذه اللهجات هو في لفظ الألف المعتلة، حيث تمال الألف إلى /e:/ في حلب (مثال: عامل /ʕe:mel/)، وتفخم تفخيما غليظا إلى /o:/ على الساحل (مثال: عامل /ʕo:mel/)، وأما في الداخل فإنها تفخم تفخيما خفيفا (مثال: عامل /ʕɔ:mel/).
إن هذه الظواهر الصوتية مع أنها لم تعد موجودة بشكل كامل في اللهجات المعاصرة إلا أن آثارها لا نزال تطبع كل قسم من الأقسام الثلاثة بطابعه المميز، ففي حلب مثلا تكثر جدا الألف المرققة /æ/ والتي ما هي إلا بقية من الألف الممالة /e/، وعلى الساحل تكثر جدا الألف المغلظة /ɔ/ والتي ما هي إلا بقية من الألف المفخمة تفخيما تاما /o/، وأما في دمشق فتسود الألف المغلظة /ɔ/ وحدها، ويبدو أن اللهجة الدمشقية كانت قديما كالساحلية من حيث التفخيم، أما الحلبية فكانت قديما كاللبنانية من حيث الإمالة، رغم ما في اللهجة اللبنانية المعاصرة من المبالغة وتصنع الإمالة مما لا يصح معه اتخاذها مرجعا للمقارنة.

### الأقسام الرئيسية
| - اللهجات الغربية المصنفة ضمن اللهجة الشامية: - لهجة حلبية، تنتشر في مدينة حلب، وريفها نحو إدلب، هناك بعض التمايز اللفظي لريف محافظة إدلب. - لهجة جبلية، تنتشر في جبال محافظة اللاذقية، ومحافظة طرطوس، تتميز بلفظ القاف خلافًا لأغلبية الباقي. - لهجة ساحلية، تنتشر في مدن الساحل السوري: اللاذقية، وجبلة، وبانياس، وطرطوس؛ وتزداد تأثرًا باللهجة اللبنانية كلما اتجهنا نحو الجنوب (طرطوس الأوفر تأثرًا باللبنانية). - لهجة حمصية، تنتشر في حمص وريفها، تتميز بضم الحرف الأول من الكلام، وإبدال الألف أو التاء المربوطة ياء ساكنة في آخره مثل كبيري، لُعبي. - لهجة دمشقية، المنتشرة في مدينة دمشق وريفها، تتميز مع اللهجة الساحلية بمطّ الألف مثل لكان، تنتشر في حماه أيضًا. - اللهجة الحورانية، وهي المنتشرة في محافظة درعا، والجزء الأكبر من محافظة القنيطرة. - لهجة جبلية، وهي اللهجة المنتشرة في محافظة السويداء، بشكل أساسي تتميز بلفظ الحروف العربية كالقاف والضاد. - اللهجة الحواضرية، وهي لهجة منتشرة في محافظة حماة وخاصةً في منطقة الحاضر. | - اللهجات الشرقية المصنفة ضمن اللهجة العراقية: - اللهجة العربية النجدية بين القبائل السورية، خصوصًا في دير الزور - انظر أيضًا لهجة ديرية. - لهجة رقاوية، في محافظة الرقة، وشرق محافظة حلب في منبج وما جاورها. | - لهجة ماردلية، في محافظة الحسكة، وهي الأوفر محافظة على الآثار السريانية؛ وتعتبر جزءًا من عربية الجزيرة الفراتية في قسميها العراقي والسوري. اللهجة اليبرودية: نسبة إلى مدينة يبرود في القلمون قريبة من اللهجات اللبنانية |

عادةً عندما يتكلم غير السوريين عن «اللهجة السورية» يقصدون خصوص لهجة مدينة دمشق المعاصرة لأنها الشائعة في الدبلجة والمسلسلات.[بحاجة لمصدر]

## نماذج
| الكلمة                                                             | المعنى                        |
| ------------------------------------------------------------------ | ----------------------------- |
| بدّي أو ودي                                                         | أريد                          |
| شو؟ أو شنو                                                         | ماذا؟                         |
| شلونك؟ أو شحالك؟ /شخبارك/اش اخبارك؟                                | كيف حالك؟                     |
| شلون؟ أو شكون؟                                                     | كيف؟ (للاستفهام والتعجب)      |
| تئبرني                                                             | دعاء ويعني (أفتديك بروحي)     |
| هون أو هين/هنا                                                     | هنا                           |
| بريّ عليك                                                           | برافو عليك/أحسنت!             |
| شِنّوو                                                               | لأنهُ                          |
| أبضاي                                                              | رجل يعتمد عليه                |
| زقرت/زكرت                                                          | رجل يعتمد عليه                |
| هلأ أو هسه/هسع/الحين                                               | الآن                          |
| شو عليه أو ليه لا                                                  | لا بأس!                       |
| يامو أو يما                                                        | يا أمي                        |
| يابي (دمشق) / يوب (حلب) / أبوّي (اللاذقية) يا بويا (البادية والرقة) | يا أبي                        |
| أنو                                                                | أنهُ                           |
| ولي على قامتي/آمتي                                                 | دعاء على النفس عند حدوث مشكلة |
| يلا                                                                | يا الله وهي بمعنى هيّا بنا     |
| شبيك؟ او علامك؟ (في لهجة أخرى)                                     | ماذا بك؟ للسؤال عن الحال      |
| روح أو (درمل)                                                      | اذهب                          |
| يا زلمه أو يا رجال                                                 | يا رجل                        |
| شوفي مافي                                                          | ما آخر الأخبار                |

| عربية        | سريانية  | سورية               |
| ------------ | -------- | ------------------- |
| رمى          | شلف      | شلف                 |
| ماء          | مايو/مي  | ماي                 |
| يد           | إيدِ      | إيدْ أو يد           |
| خارج         | بار      | برّا                 |
| داخل         | جاو      | جوّا أو داخل         |
| متى؟         | إيمت؟    | إيمتا أو متى        |
| حارس         | نوطور    | ناطور               |
| نعم!         | إيه/إن!  | إيه!                |
| هذه          | هوديه    | هَاي                 |
| هؤلاء        | هولن     | هَذول                |
| عائلة/آل     | بيت/بيث  | بيت                 |
| منزل/دار/بيت | بيت/بيث  | بيت / دار           |
| غبي          | غوشمو    | غشيم                |
| أيضًا أيضًا!   | أوف أوف! | أوف أوف! (في الزجل) |
| انظر/للإشارة | ليك/ليكا | ليك / شوف           |

## مزيد من القراءة
- Stowasser، Karl (2004). Ani، Moukhtar؛ Stowasser، Karl (المحررون). A Dictionary of Syrian Arabic: English-Arabic. Washington, DC, United States: Georgetown University Press. ISBN:1589011058.
- الزعيم، وفيق (2011). «طيب الكلام: معجم بلهجة أهل الشام». (الطبعة الأولى)، دار الفكر - دمشق (ردمك 978-9933-10-217-3)